# Mario Lička
Mario Lička (* 30. April 1982 in Ostrava, Tschechoslowakei, heute Tschechien) ist ein ehemaliger tschechischer Fußballspieler.

## Vereinskarriere
Mario Lička spielte in seiner Jugend, bedingt durch die Stationen seines Vaters Verner Lička, bei den Vereinen FC Grenoble, Berchem Sport Antwerpen, Calais RUFC und FC Grande-Synthe. 
Als sein Vater 1991 nach Ostrava zurückkehrte, wechselte Mario Lička zum FC Baník Ostrava. Ab der Saison 2002/03 spielte Lička in der ersten Mannschaft. Nach 65 Spielen und zwölf Toren wechselte der Mittelfeldspieler Anfang 2005 zum italienischen Erstligisten AS Livorno. Dort machte er nur vier Spiele und kehrte nach Ostrava zurück. Dort schickte ihn Trainer Jozef Jarabinský ins B-Team, woraufhin Lička zum 1. FC Slovácko ging. Nach einer erfolgreichen Saison wechselte er zum FC Southampton.
Im Juli 2008 kehrte Lička zum FC Baník Ostrava zurück. Bei seinem ehemaligen Klub war Lička Stammspieler und übernahm eine Führungsrolle. In 58 von 60 möglichen Ligaspielen erzielte der Mittelfeldakteur 13 Tore. In der Sommerpause 2010 wechselte Lička zusammen mit seinem Mannschaftskollegen Tomáš Mičola zum französischen Erstligaaufsteiger Stade Brest. Damit kehrte der Tscheche in das Land zurück, in dem er seine ersten Schritte im Fußballsport gemacht hatte. Im Sommer 2014 wechselte er nach Frankreich zum FC Istres. Ein Jahr später schloss er sich dem polnischen Erstligisten Termalica Bruk-Bet Nieciecza an. Bald darauf kehrte er nach Tschechien zurück, wo er 2021 seine Karriere beendete.

## Nationalmannschaft
Mario Lička spielte 16 Mal für die Tschechische U-21-Auswahl und erzielte dabei zwei Tore. Im November 2009 wurde Lička für das Turnier in den Vereinigten Arabischen Emiraten in den Kader der Tschechischen Nationalmannschaft berufen. Gegen den Gastgeber spielte Lička 78 Minuten, Tschechien unterlag nach Elfmeterschießen mit 2:3. Im Spiel um Platz drei, das die Tschechen mit 0:2 gegen Aserbaidschan verloren, stand Lička über die volle Spielzeit auf dem Platz.

## Privates
Mario Ličkas Bruder Marcel Lička war ebenfalls Fußballprofi.